# Cut, Alba
Cut (în maghiară Kutfalva; germană Kokt; în traducere, „Satul Fântânii”) este satul de reședință al comunei cu același nume din județul Alba, Transilvania, România.

## Istoric

### Descoperiri arheologice
Descoperirile arheologice făcute în împrejurimile satului Cut sugerează faptul că zona de podiș cu pante line și teren favorabil culturii de viță de vie și cereale a oferit condiții excelente pentru așezări omenești din cele mai îndepărtate vremuri. 
În timpul lucrărilor de amenajare a drumului ce leagă șoseaua națională DN1 de localitate au fost descoperite tuburi de apeduct din ceramică arsă, de origine romană. De asemenea, pe hotarele din preajma satului au fost găsite resturi de cărămizi romane și fragmente de ceramică din epoca bronzului.

### Atestarea documentară
Prima mențiune documentară a Cutului datează din anul 1291:
''Alba Iulia, capitlul bisericii fericitului arhanghel Mihail din Transilvania tuturor credincioșilor lui Cristos, atât celor de față cât și celor viitori, care va vedea scrisoarea aceasta, mântuire dăruitorului mântuirii. Prin rândurile de față aducem la cunoștință tuturor, că Toma fiul răposatului Petru din Warda (Oarda) înfățișându-se el însuși înaintea noastră a dat, a predat și a vândut nestrămutat un pământ al său de moștenire după cum am aflat de la dânsul, pământul numit Kut (Cut), aflătoriu și așezat între satul Ryho (Răhău) și Zekes (Cunța) împreună cu toate folosințele și cele ce țin de el, în cuprinsul acelorași vechi hotare, semne sau margini în care l-a primit de la înaintașii săi și l-a stăpânit, comitelui Daniel fiul lui Chel de Kelnik (Câlnic) și prin el moștenitorilor săi și urmașilor acestor moștenitori, pentru douăzeci de mărci primite și căpătate în întregime de la numitul comite Daniel, după cum a spus pomenitul Toma ca să-l aibă și să-l stăpânească pe veci.''
În martie 1760, episcopul românilor uniți, Petru Pavel Aron se va deplasa la conacul domeniului Cut împreună cu echipa de traducători ai Bibliei Vulgata, și vor încheia traducerea Genezei. Același episcop a construit în anul 1767 credincioșilor din Cut o biserică de zid cu hramul Bunavestire.
La Marea Adunare de la Alba Iulia din 1 decembrie 1918 au participat 80 de bărbați cuteni. În 1919, cutenii au participat la festivitățile prilejuite de primirea generalului Bertheloth la Sibiu.
Exodul spre oraș începe cu anii '50, culminând în 1962, când se încheie cooperativizarea forțată a agriculturii. În anii '90 în sat nu exista nici o gospodărie fără unul, doi sau mai mulți angajați la întreprinderile din Sebeș, Alba Iulia sau Cugir.

## Populație
1721: 400 locuitori (majoritatea familii de jeleri)
1750: 955 locuitori, 3 preoți
1760-1762: 762 locuitori, 2 preoți
1890: 1.686 locuitori, toți români
1909: 1.843 locuitori (la care se adaugă numărul de 71 de cuteni plecați în America)
1910: 1.890 loc.
1920: 1.690 loc.
1956: 1.922 loc.
1978: 1.744 loc.

## Date geologice
Pe teritoriul acestei localități se găsesc izvoare sărate.

## Personalități
- Elie Dăianu (1868-1956), protopop unit al Clujului, om de cultură
- Bazil Dicu-Albini, tatăl memorandistului Septimiu Albini, vicetribun în legiunea lui Axente Sever
- Nicolae Velțan, căpitan în legiunea lui Axente Sever
- Ilie Moise (n. 1948), etnolog, profesor universitar

## Obiectiv memorial
Monumentul Eroilor Români din Primul Război Mondial. Monumentul, cu o înălțime totală de 3,3 m, este amplasat în centrul localității, fiind ridicat în memoria eroilor români căzuți în Primul Război Mondial. Acesta este realizat din beton și este împrejmuit cu stâlpi de lemn, uniți prin bare de fier. Pe placa de marmură, de pe fațada monumentului, este un înscris comemorativ: „PIOASĂ AMINTIRE EROILOR DIN CUT CĂZUȚI ÎN LUPTA PENTRU APĂRAREA PATRIEI“.

## Galerie de imagini

Monumentul Eroilor
Bustul patriotului Septimiu Albini
Căminul cultural
Primăria comunei Cut
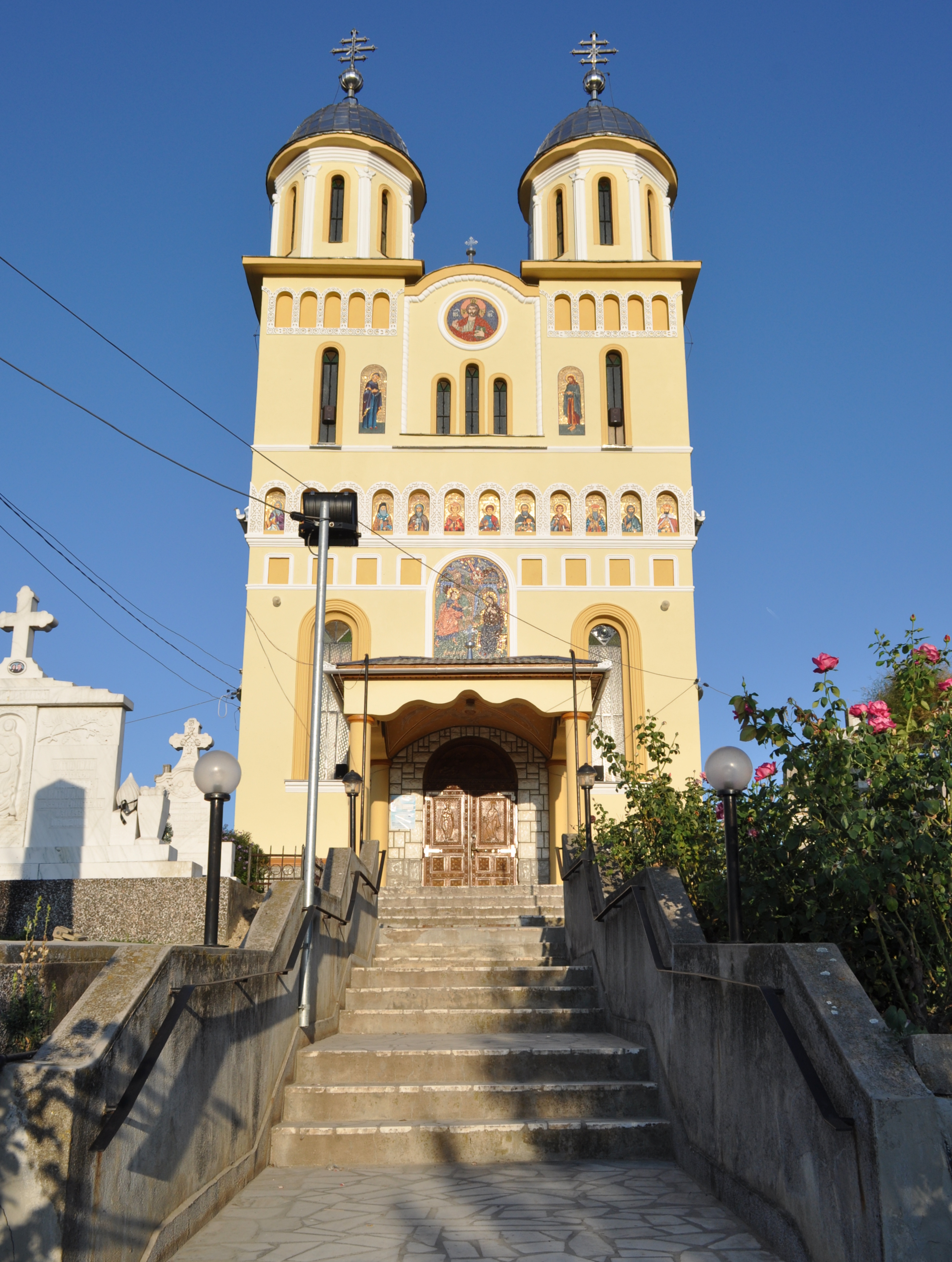
Biserica ortodoxă „Buna Vestire”